# Eyüp Kaymakçı
Eyüp Kaymakçı (* 26. September 1981 in Istanbul) ist ein türkischer Fußballspieler. Als Eigengewächs wird er mit Galatasaray Istanbul assoziiert.

## Spielerkarriere

### Verein
Kaymakçı begann mit dem Vereinsfußball in der Jugend von Galatasaray Istanbul. Im Sommer 2001 erhielt er hier einen Profivertrag und wurde für die anstehende Saison an den Erstligisten Antalyaspor ausgeliehen und die Spielzeit 2002/03 an den Drittligisten Yıldırım Bosnaspor. Für die Saison 2003/04 behielt ihn der Cheftrainer Fatih Terim im Kader von Galatasaray. Nachdem Terim im Saisonverlauf Galatasaray verlassen hatte, kam Kaymakçı unter Terims Nachfolger Gheorghe Hagi zu seinem ersten und einzigen Pflichtspieleinsatz.
Im Sommer 2004 verließ Kaymakçı Galatasaray endgültig und wechselte zum Ligarivalen Denizlispor. Bei diesem Verein gelang es ihm in seiner ersten Hinrunde nicht, sich einen Stammplatz zu erkämpfen. So wurde er für die Rückrunde an den Zweitligisten Istanbul Büyükşehir Belediyespor ausgeliehen. Die Spielzeit 2005/06 blieb er durchgängig bei Denizlispor, kam aber über die Rolle eines Ergänzungsspielers nicht hinaus. Die nachfolgende Spielzeit wurde er dann an den Zweitligisten Uşakspor ausgeliehen. Nach einer halben Saison wurde sein Leihvertrag mit diesem Verein aufgelöst und auch sein Vertrag mit Denizlispor. Im Frühjahr 2007 wechselte er dann zum Drittligisten Etimesgut Şekerspor. Bei diesem Verein verweilte er bis zum Saisonende und heuerte dann beim Ligarivalen Çankırı Belediyespor an.
Nach nur einer Spielzeit verließ Kaymakçı Çankırı Belediyespor und wechselte innerhalb der Liga zu Gaziosmanpaşaspor. Mit diesem Verein stieg er am Ende der ersten Saison ab. Kaymakçı blieb dem Verein treu und hatte Anteil daran, dass der Verein die Viertligasaison 2010/11 als Meister beendete und wieder in die TFF 2. Lig aufstieg. Nach einem Jahr in der 2. Lig wechselte Kaymakçı innerhalb der Liga zu Kırklarelispor.
Im Sommer 2013 wechselte Kaymakçı zum Amateurverein Izmirspor.

### Nationalmannschaft
Kaymakçı wurde früh für die türkischen Jugendnationalmannschaften entdeckt und durchlief alle Altersstufen dieser Jugendnationalmannschaften. Mit der türkischen U-20-Nationalmannschaft nahm er an den Mittelmeerspielen 2001 teil und gewann mit ihr die Silbermedaille.

## Erfolge
Mit Gaziosmanpaşaspor
- Meister der TFF 3. Lig und Aufstieg in die TFF 2. Lig: 2010/11

Mit türkische U-20-Nationalmannschaft
- Silbermedaille bei den Mittelmeerspielen: 2001